# ルスラナ・コルシュノワ
ルスラナ・コルシュノワ（Руслана Коршунова、1987年7月2日 - 2008年6月28日）はカザフスタン出身のファッションモデル。
彼女はカザフ・ソビエト社会主義共和国のアルマトイで生まれた。
2003年にデビー・ジョーンズによりスカウトされ、ニューヨークやパリを拠点にするモデル事務所より15歳でモデルデビューした。
デビュー後はめきめきと頭角を現し、マーク・ヤコブス、ニナ・リッチ、DKNYなど有名ブランドの広告やショーに起用される。また、イギリスのファッション誌「ヴォーグ」の表紙を飾り、2005年には同誌に「旬の顔」として絶賛され、「現在のファッション界の女神」とまで評されるトップモデルの1人となる。
しかし2008年6月28日午後2時30分ごろ、ニューヨークのアパートの9階の自室の窓から転落して死去。タンクトップにジーンズ姿で道路に倒れていたが、発見された時は既に死亡していた。警察の現場検証では部屋に争った後が無いことから自殺と断定された。20歳であった。
自殺の理由は不明だが、インターネットの会員制サイトで心無い書き込みをされた事に酷く傷ついて悩んでおり、これが自殺の原因となった可能性が高いと米大衆紙デーリー・ニューズが伝えている。